# Spheniscus humboldti
El pingüino de Humboldt (Spheniscus humboldti ) es una especie de ave no voladora esfenisciforme de la familia Spheniscidae. Habita en el océano Pacífico a lo largo de la costa oeste de Sudamérica en Perú y Chile la que es recorrida por la corriente de Humboldt, desde los 5° a los 41° 55' de latitud sur. Muy raramente se han encontrado ejemplares divagantes en las costas del Pacífico de Ecuador, Colombia y Panamá.
En los últimos años sus poblaciones se han reducido drásticamente a consecuencia de la escasez de lugares de nidificación, reducción en la oferta de alimentos, depredación por parte del hombre y, sobre todo, el impacto de fenómenos climáticos severos, como El Niño.
De la misma manera que la corriente de Humboldt, el pingüino recibe su nombre en honor al explorador y naturalista Alexander von Humboldt.

## Hábitat
Es endémico de la corriente de Humboldt, habitando la costa occidental de América del Sur, desde Perú hasta el archipiélago de Chiloé, Chile.

## Alimentación
Esta especie se alimenta principalmente de peces, siendo los cefalópodos y crustáceos alimentos secundarios. Las especies de peces consumidas varían según la latitud.

## Descripción
Se trata de un ave de tamaño mediano. Logra alcanzar entre 56 y 72 cm de longitud y un peso de 3,3 a 4,9 kg, posee una mancha rosa carnoso que recubre la circunferencia del ojo y la parte posterior del pico en ambas secciones, la carnosidad está rodeada por un manchón de color negro por la mitad de la cabeza, por encima de este se extiende una línea de color blanco que corre desde la cabeza hasta los muslos y además se une al vientre, el cual es de color blanco y presenta una línea en forma de herradura de color negro. El color negro cubre el dorso de este animal, incluso en la cabeza, y la parte superior de las aletas, estas últimas por la parte inferior son de color blanco con manchas negras. Poseen un pico de 10 cm.

## Reproducción
Habita formando colonias en las puntas e islas protegidas del litoral, junto con otras especies de aves guaneras. Para anidar excavan agujeros en el guano o la tierra salitrosa, o utilizan grietas existentes entre las rocas y cuevas naturales. Uno de los problemas detectados por los investigadores es que, al extraer el guano de la superficie de las islas, los pingüinos se veían impedidos de excavar en la dura roca, limitando de manera significativa sus posibilidades de reproducción.
Los pingüinos de Humboldt ponen dos huevos de diferente tamaño, los que son incubados por ambos padres durante c. cuarenta días. Por lo general, sólo el primer polluelo sobrevive. Los polluelos son protegidos en el nido hasta que cumplen veinte días de nacidos, luego se unen con las crías de otros pingüinos para formar grandes guarderías, mientras los padres salen al mar a alimentarse. Ambos progenitores continúan alimentando a sus polluelos durante dos meses y medio.

## Relaciones en el ecosistema
Entre sus depredadores naturales están los lobos marinos (finos y chuscos), tiburones, zorros y gaviotas (huevos y polluelos). Enemigos introducidos por el hombre son los perros, gatos y ratas.
Su población en el Perú está calculada en unos trece mil ejemplares. Entre las medidas de conservación realizadas por distintos organismos está la construcción de nidos artificiales y la creación de zonas intangibles que protejan a colonias bien identificadas. Es importante reducir las muertes por ahogo en redes agalleras y la depredación por parte del hombre y sus animales. Es una especie considerada amenazada de extinción.

## Conservación y amenazas
El pingüino de Humboldt es considerada una especie vulnerable. Pese a ser materia de interés y estudio por parte de investigadores, es víctima de captura ilegal tanto por sus cualidades gastronómicas, así como para destinarlos al comercio ilegal de mascotas o a colecciones (incluyendo a zoológicos).
En 1992, la EAZA estableció un programa EEP con el que se pretende salvar un 90 % de su diversidad genética en cien años.

### En Chile
Chile cuenta con las mayores colonias de esta especie a nivel mundial, con entre 10 mil y 12 mil ejemplares adultos censados en 2018 entre Arica y Chiloé. Sin embargo, la especie está disminuyendo a una tasa del 7 % anual.[cita requerida] Según un estudio liderado por Alejandro Simeone, la población reproductiva actual del pingüino de Humboldt en Chile se estima en 5.067 parejas.
El 90 % de las colonias de pingüinos de Humboldt en Chile nidifican en Pan de Azúcar, Isla Grande y Chañaral en la Región de Atacama, Isla Choros en Coquimbo e isla Cachagua en Valparaíso.

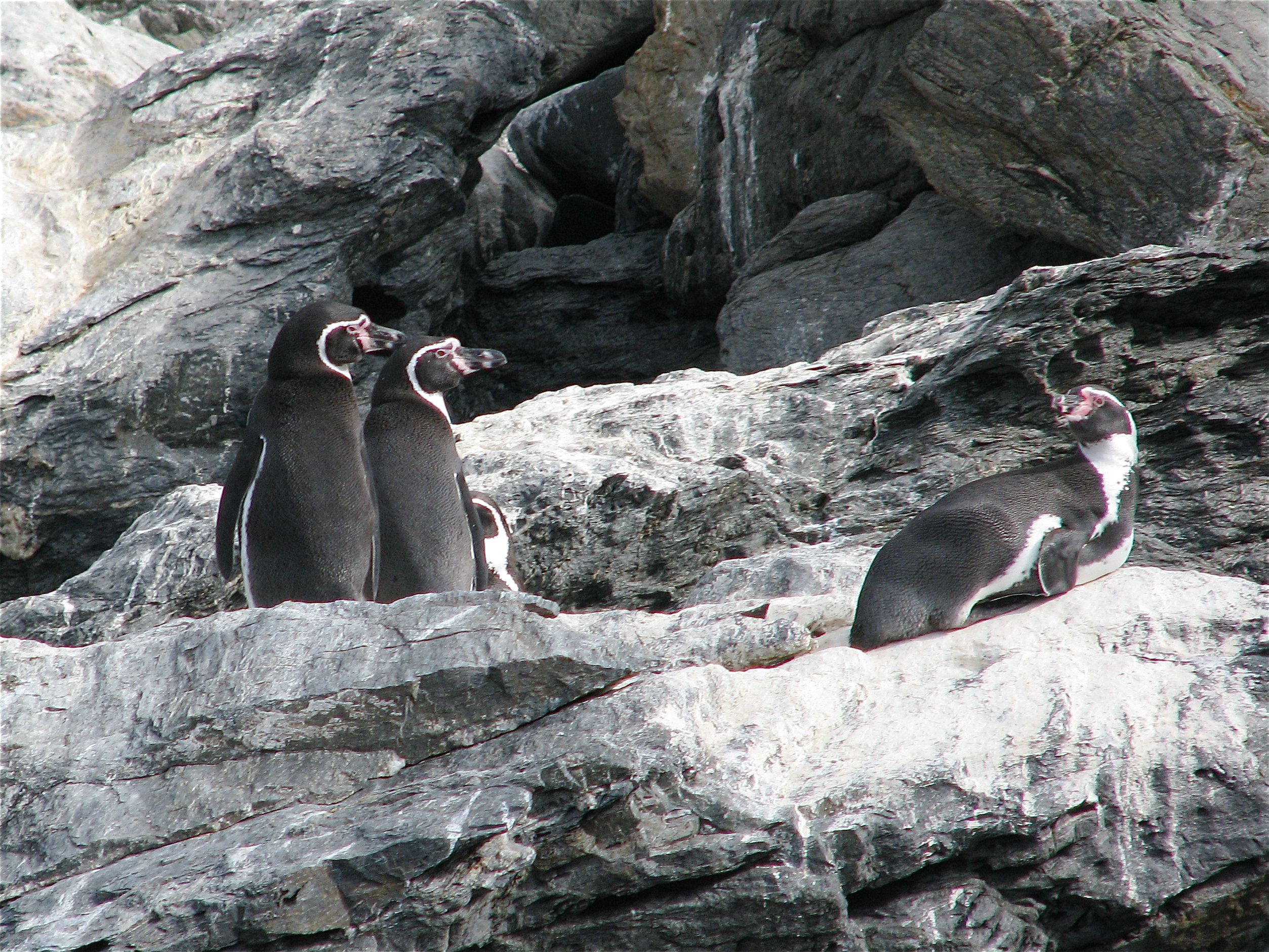
Pingüinos de Humboldt en la isla Choros, Chile.

En la Región de Coquimbo, en el límite con la Región de Atacama, se encuentra la reserva nacional Pingüino de Humboldt, creada para brindar protección a la colonia más importante de esta especie. En 2023, se creó el Área Marina Costera Protegida de Múltiples Usos Archipiélago de Humboldt, que abarca más de 574 mil hectáreas desde Punta Pájaros, en la comuna de Freirina, hasta Punta Poroto, comuna de La Serena por el sur. Otro importante lugar de nidificación se encuentra en el islote Pájaros Niños, en Algarrobo. Este lugar se encuentra protegido desde 1995. El noticiero de TVN realizó una denuncia el 13 de enero de 2013, al mostrar en una nota que la Cofradía Náutica de Algarrobo realizaba la destrucción de huevos de este pingüino.
Más hacia el sur, el monumento natural Islotes de Puñihuil, en la Región de Los Lagos, es uno de los pocos lugares conocido en el que los pingüinos de Humboldt y magallánicos comparten la misma colonia reproductiva.
En marzo de 2022, CONAF presentó un Plan de Recuperación, Conservación y Gestión de Especies («Recoge») para la protección del pingüino de Humboldt, en el cual se identificaron amenazas clave como la interacción con pesquerías, malas prácticas productivas y la introducción de especies exóticas invasoras. El plan fue aprobado en 2023 por el Consejo de Ministros para la Sustentabilidad, encabezado por el Ministerio del Medio Ambiente.
En el país está categorizado como especie vulnerable conforme al nómina de clasificación de especies según estado de conservación del Ministerio del Medio Ambiente.

### En Perú
Frente a la provincia constitucional del Callao, en la Isla San Lorenzo, la población de pingüinos viene disminuyendo de manera importante. En las islas del Callao solo se pueden divisar pequeños grupos, la población de pingüinos no deben de pasar las decenas, por efectos de la contaminación de su hábitat por aceites y químicos provenientes de la actividad portuaria. En el Perú la población de Pingüinos de Humboldt, se considera legalmente como una «especie en vías de extinción».

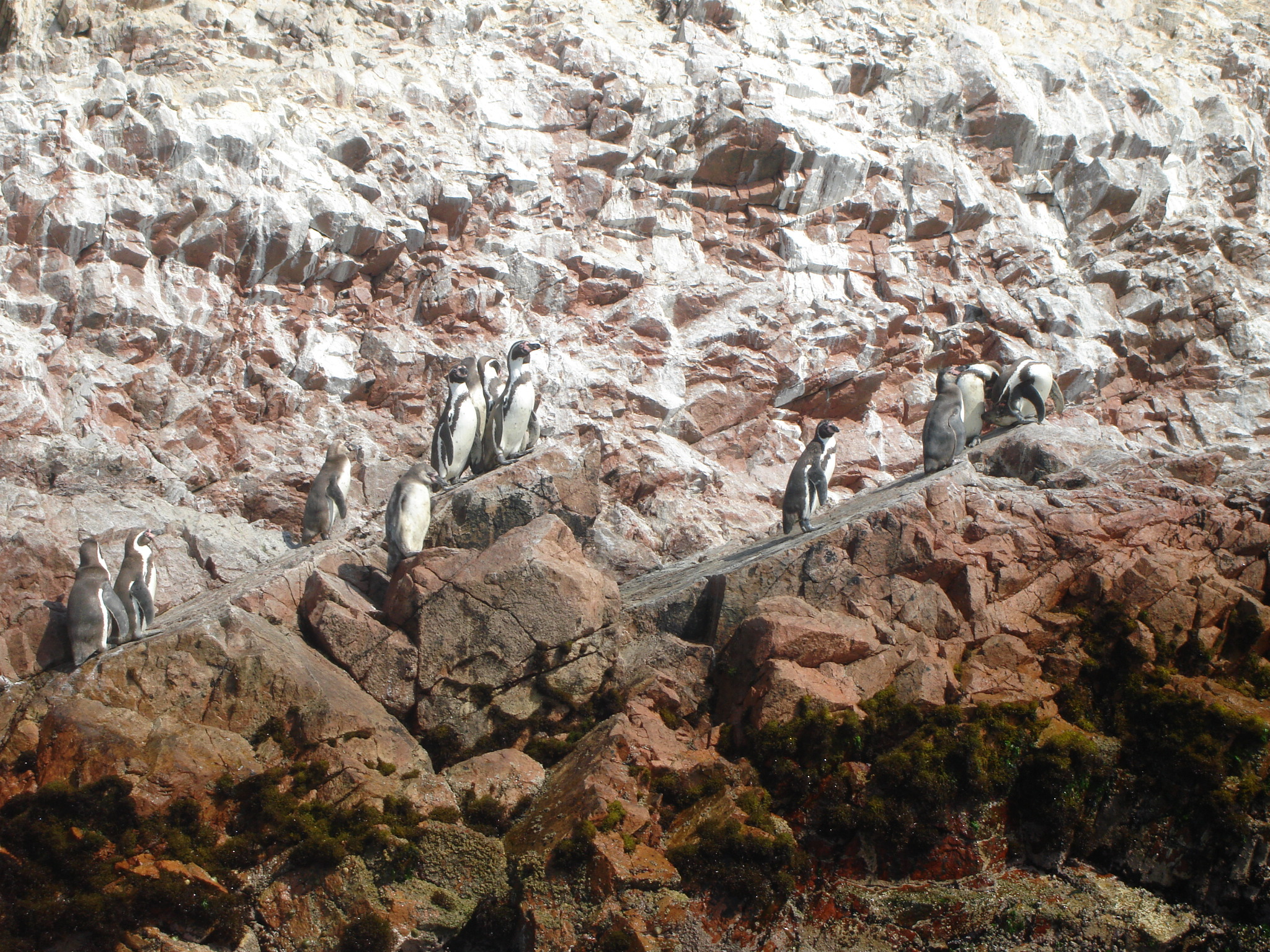
Pingüinos en islas Ballestas, Reserva Nacional de Paracas, Perú.

En los últimos años, una de las pocas esperanzas para la supervivencia del pingüino ha sido San Juan de Marcona cerca de Nazca. Siendo una punta guanera, está protegida por el sistema de seguridad de la empresa Proabonos (antes División de extracción de Fertilizantes de PescaPerú). El lugar es también refugio para otras especies de fauna silvestre amenazadas. En la Reserva Nacional de Paracas su población fluctúa entre quinientos y seiscientos individuos.
Las islas y puntas conocidas como «guaneras» son los lugares de nidificación de las aves del mismo nombre, que comprenden al guanay, al piquero y al pelícano, principalmente. Estas aves, que se alimentan en el mar peruano, construyen sus nidos a partir de sus propios excrementos. Gracias a que en esta parte de la costa peruana nunca llueve, las enormes colonias van formando estratos de valioso guano, rico en nitrógeno y muy apreciado como fertilizante agrícola en el mundo entero.

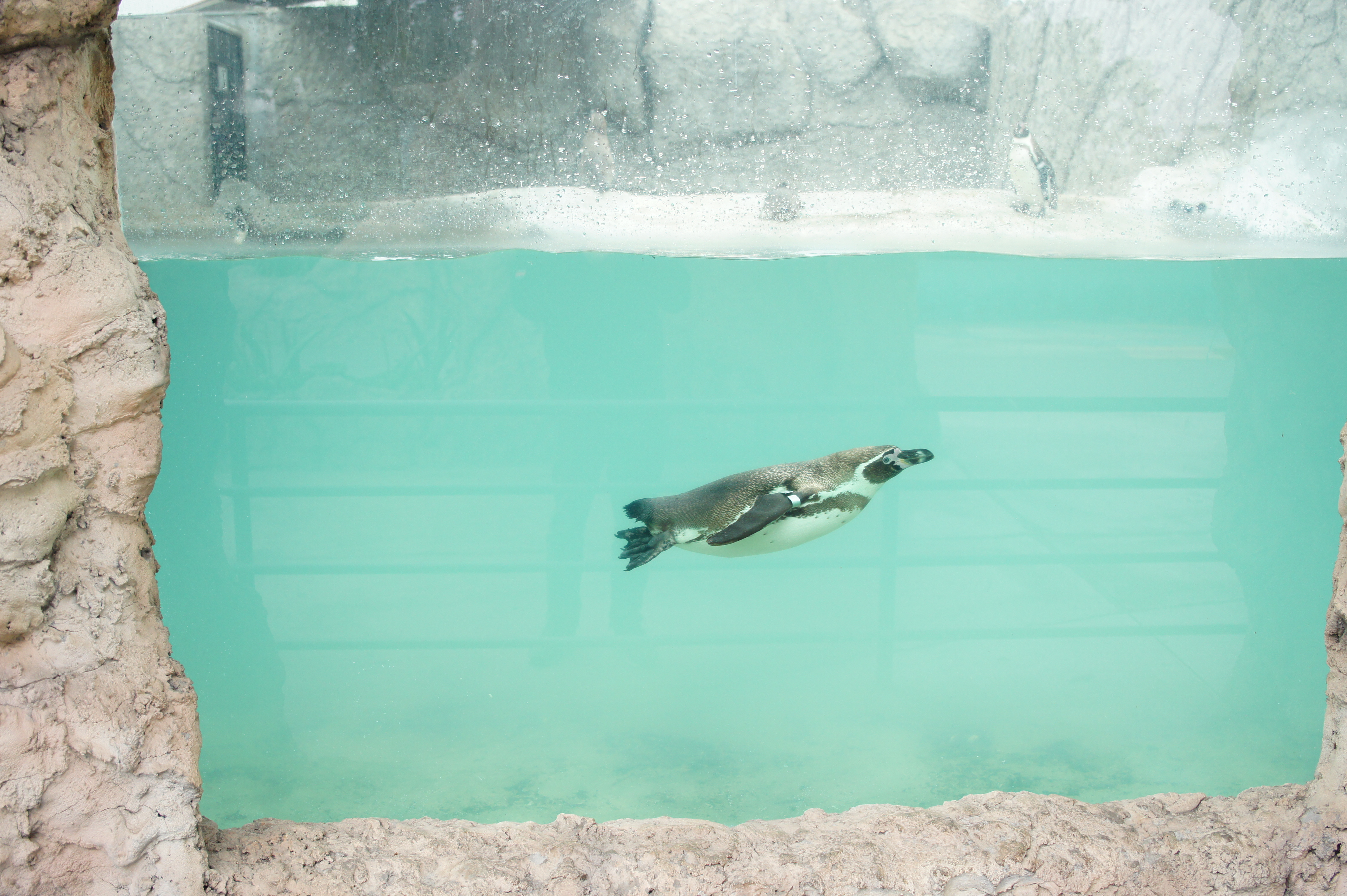
Pingüino en cautiverio en el Parque de las Leyendas, Lima, Perú (agosto 2024)

Sin embargo, la merma de la anchoveta, su principal alimento, ha hecho que la población de aves guaneras también haya decrecido; de allí que sea cada vez más escaso el guano que brindan. Por lo tanto, Proabonos cuida celosamente las zonas donde habitualmente permanecen estas aves cuando están en tierra, para lo cual se han construido muros de concreto que impiden el acceso a las penínsulas, con guardias permanentes, tanto en estos lugares como en las islas de la costa. El sistema de seguridad es el más eficaz entre aquellos organizados para la protección de recursos naturales en el Perú [cita requerida].
El recurso es preservado para aprovecharlo cada cierto número de años, cuando la acumulación de la capa de guano lo hace económicamente rentable. El problema para algunos lugares como Punta San Juan, donde también se han establecido poblaciones de otros valiosos animales, es que la actividad humana origina alteraciones que tienen caóticas consecuencias para los otros seres. Punta San Juan ha sido escenario, con la aprobación y cooperación de la antigua División de Fertilizantes, de profundos estudios sobre lobos marinos y pingüinos llevados a cabo durante varios años. Al iniciarse la temporada de extracción de guano, los investigadores liderados por la bióloga Patricia Majluf llevaron a cabo un estudio de las actividades extractivas con la finalidad de proponer un sistema operativo que estableciese cierto equilibrio entre el trabajo de los obreros extractores de guano y los intereses ambientalistas.
Algunos párrafos del informe presentado por los investigadores que participaron en los trabajos de campo:

Los censos de pingüinos revelan una población estimada en 250 individuos, aproximadamente la misma del año pasado en el mismo período. Sin embargo, estas aves son cotidianamente hostigadas por algunos obreros en sus ratos libres, quienes les arrojan piedras o las persiguen hasta las cuevas con intención de atraparlas. Esto condiciona a los animales a permanecer un mínimo de tiempo en las playas, lapso durante el cual se muestran muy alertas y recelosos, al punto que permanecen sobre las rocas a flor de agua, a pesar de la marea y el oleaje, hasta que no les es posible sostenerse; recién entonces pasan a las playas, donde se mantienen muy atentos.
Informe de la Comisión de investigadores en Punta San Juan#GGC11C

En el informe se revela también los perjuicios a las aves guaneras, particularmente a los pichones de pelícanos. En cuanto a los pingüinos, el número de aves marinas halladas en los alrededores estaba en aumento. El equipo científico de Punta San Juan ideó una estrategia para proteger a los pingüinos, al tiempo que se mantenían los trabajos de extracción del fertilizante: convocaron a decenas de estudiantes, quienes de manera gratuita realizaron la vigilancia de las colonias de pingüinos, con buenos resultados.
Con la experiencia acumulada temporada tras temporada se logró ubicar las zonas requeridas por los pingüinos para anidar y desplazarse entre el mar y sus apostaderos. Una línea fue trazada y marcada en el terreno para delimitar las zonas que se declararían como intangibles. La extracción del guano había dejado de ser una excusa para la aniquilación de decenas de animales, mientras un número creciente de estudiantes se capacitaban en técnicas de investigación de campo.

### En Argentina
Sin datos ciertos, comprobables o evidencias, en Argentina es solo una especie hipotética. Existe un posible hallazgo en la isla de los Estados, en las islas de Año Nuevo, y una dudosa cita sin evidencias para Mar del Plata que no debería ser considerada. Tal vez los escasos ejemplares que intentan conquistar las costas atlánticas sean genéticamente absorbidos al terminar hibridando con ejemplares de la enorme población de su pariente más próximo: el pingüino patagónico o de Magallanes, del mismo modo que ocurre con la población atlántica del guanay.

### En Ecuador
En Ecuador es sólo una especie vagante, pues sus aguas se encuentran bastante alejadas de las colonias peruanas más septentrionales, sin embargo, las Islas Galápagos son el hábitat de una especie muy cercana, Spheniscus mendiculus.

### En Colombia
Llega muy raramente a la costa del océano Pacífico de Colombia, pero solo como una especie divagante, pues sus aguas se encuentran bastante alejadas de las colonias peruanas más septentrionales.

## Galería

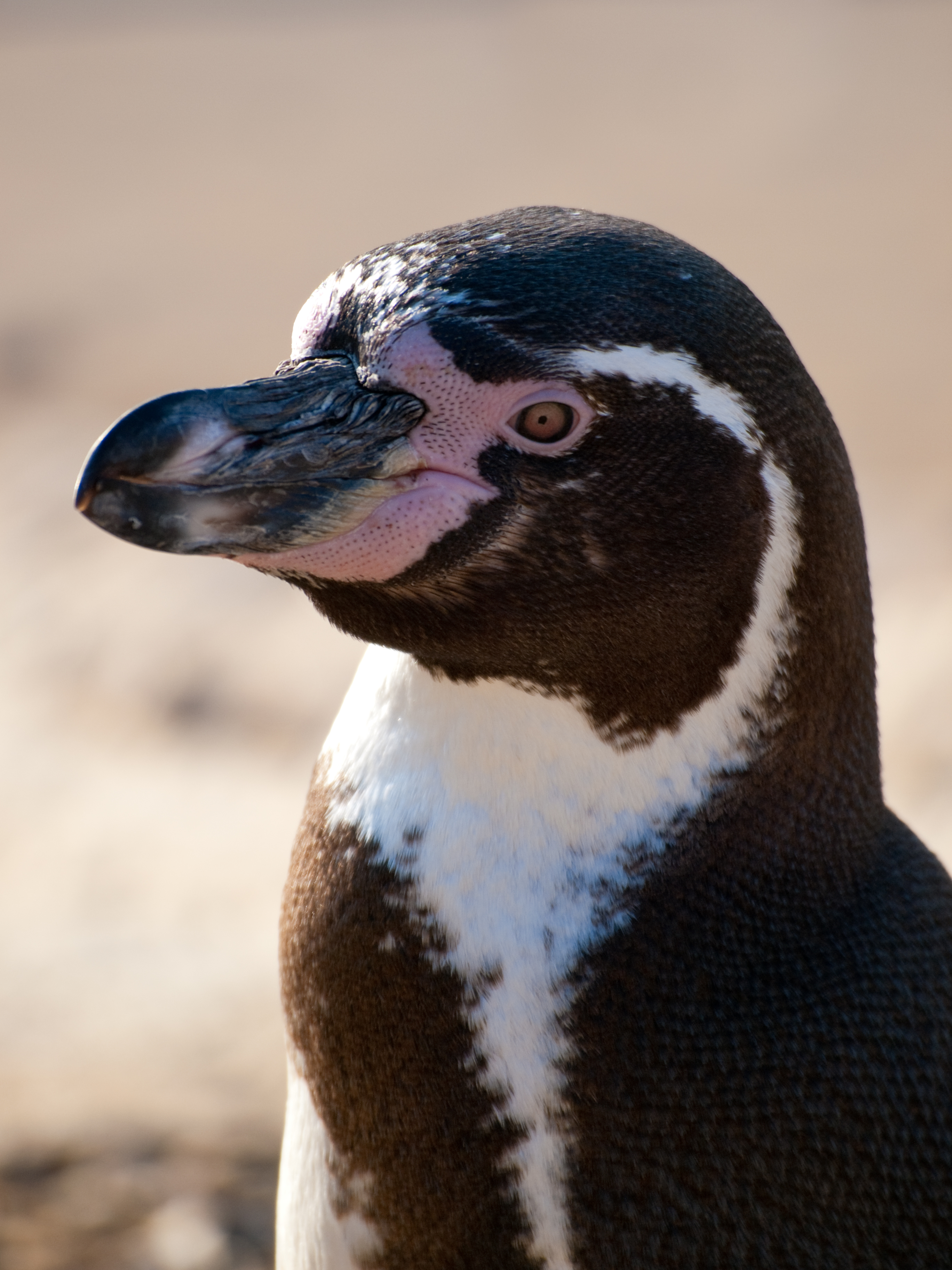
Detalle de la cabeza de un ejemplar.
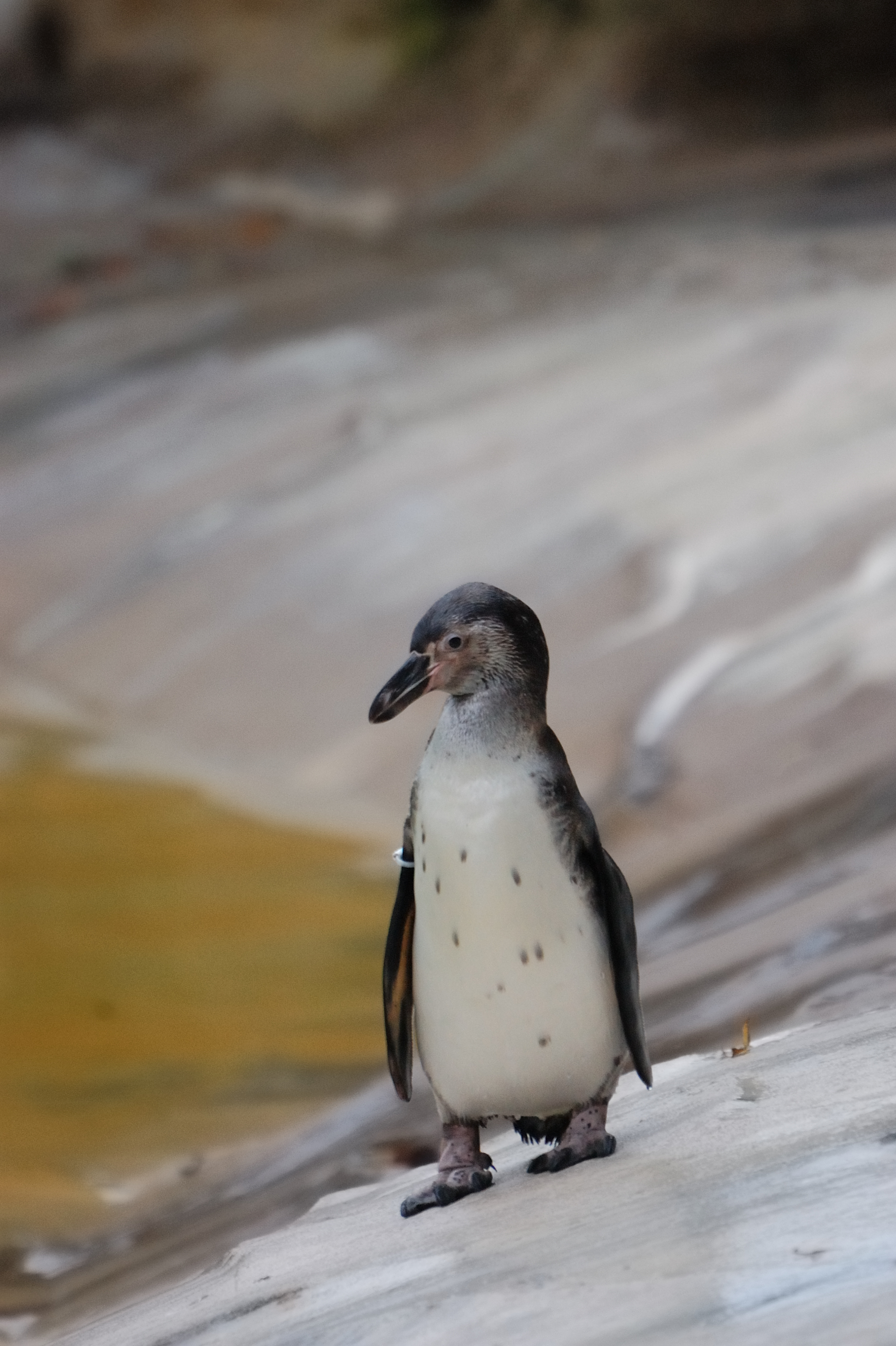
Un juvenil de S. humboldti.
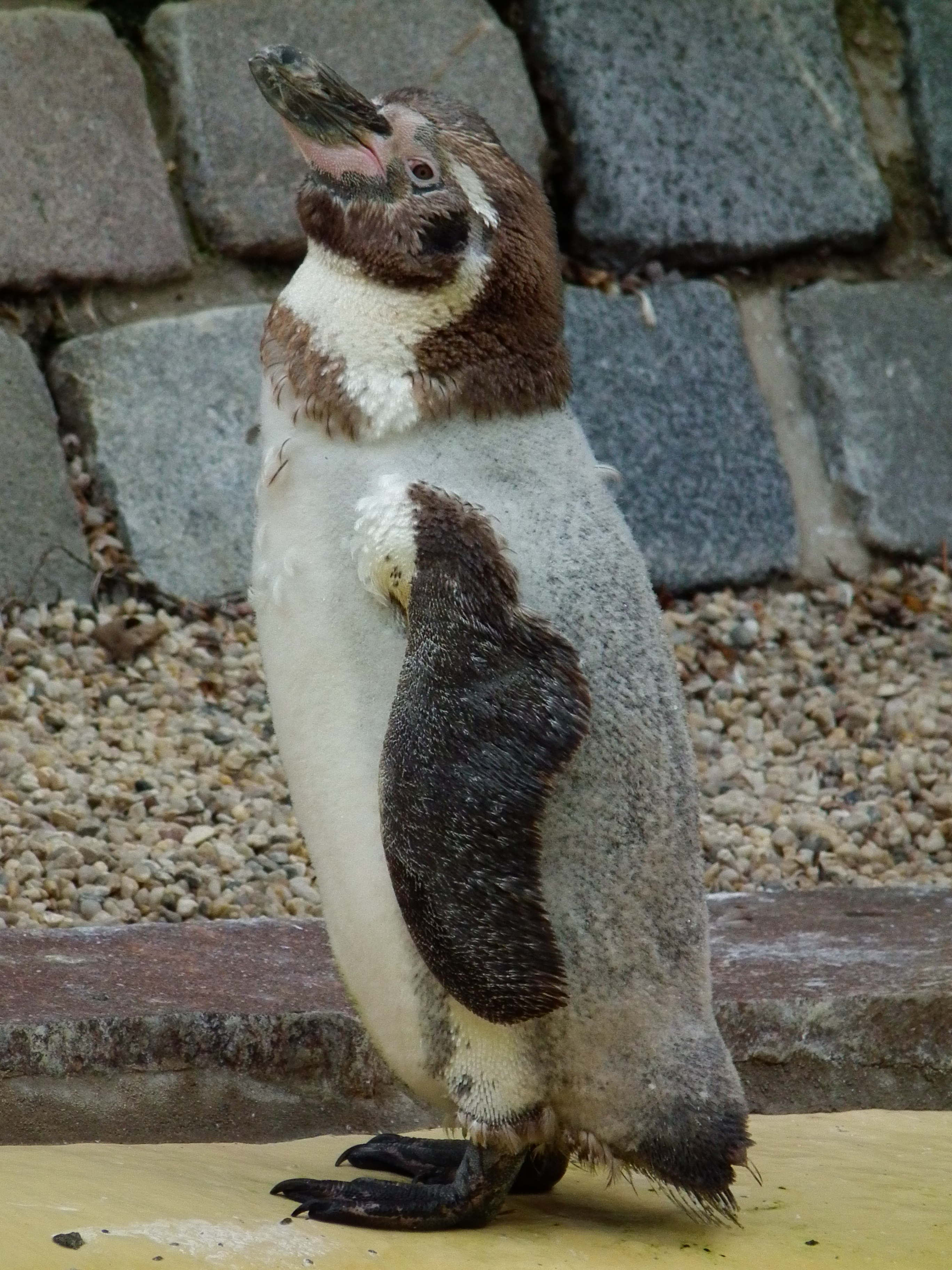
Un ejemplar mudando de plumaje.
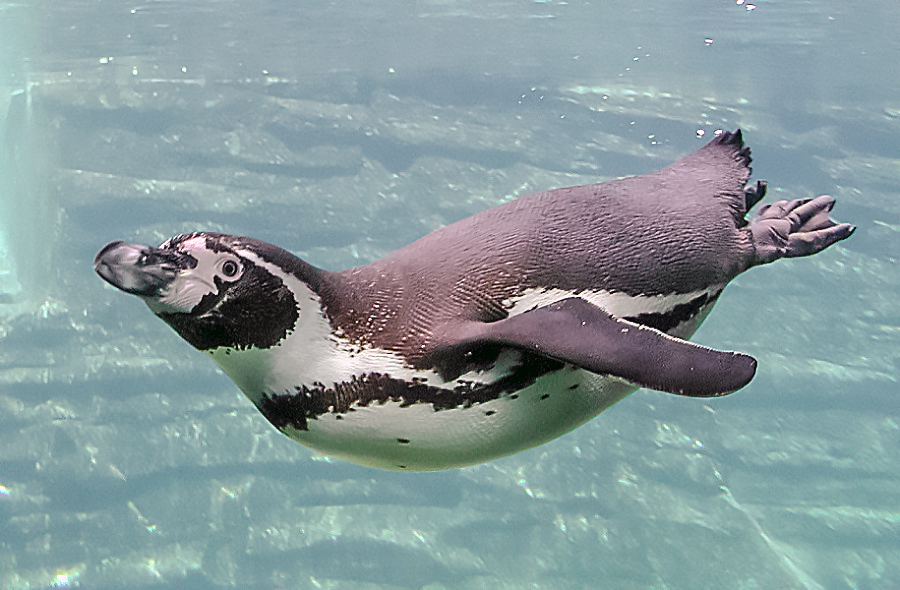
Un ejemplar cautivo, bajo el agua.
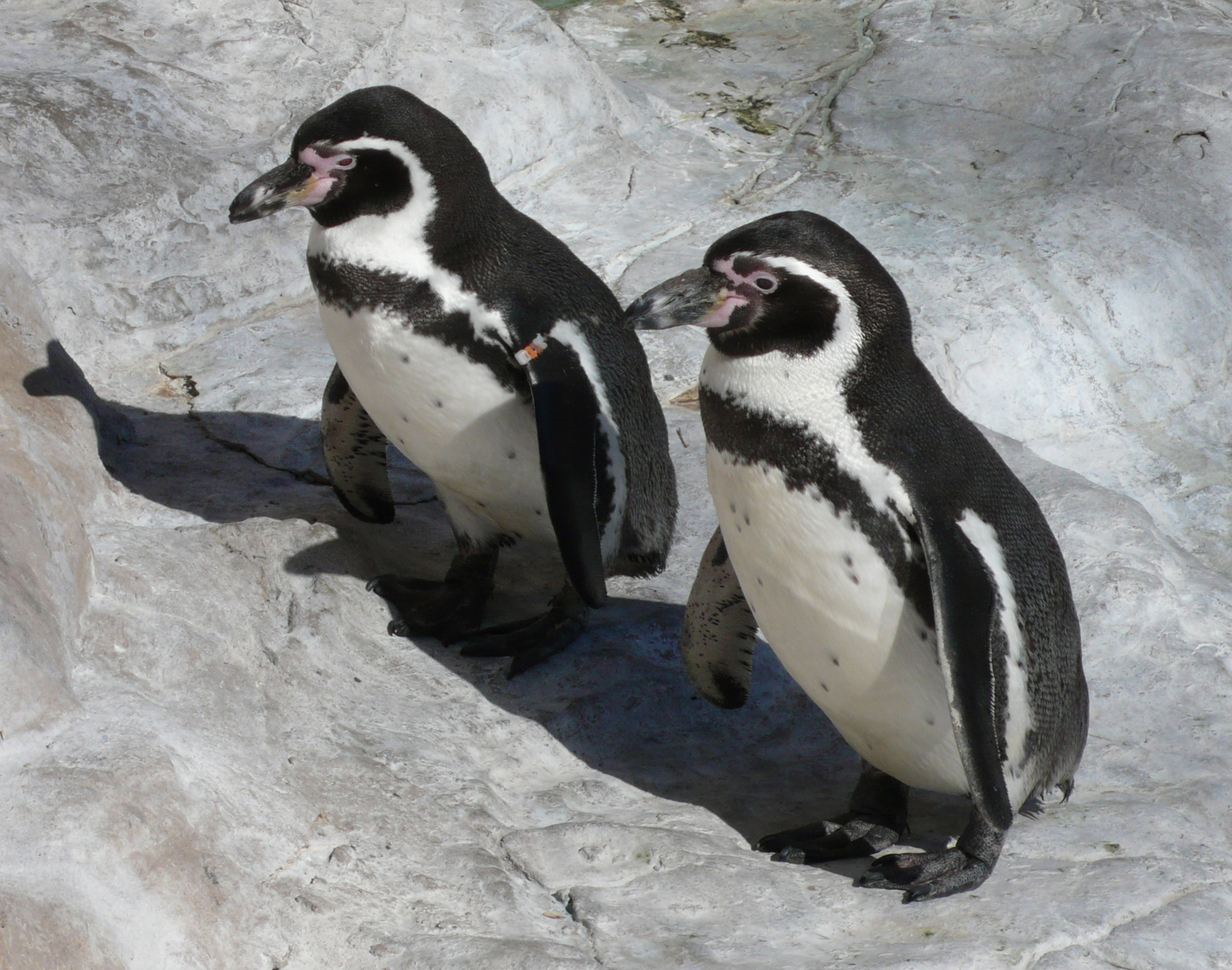
Pareja de pingüinos de Humboldt.
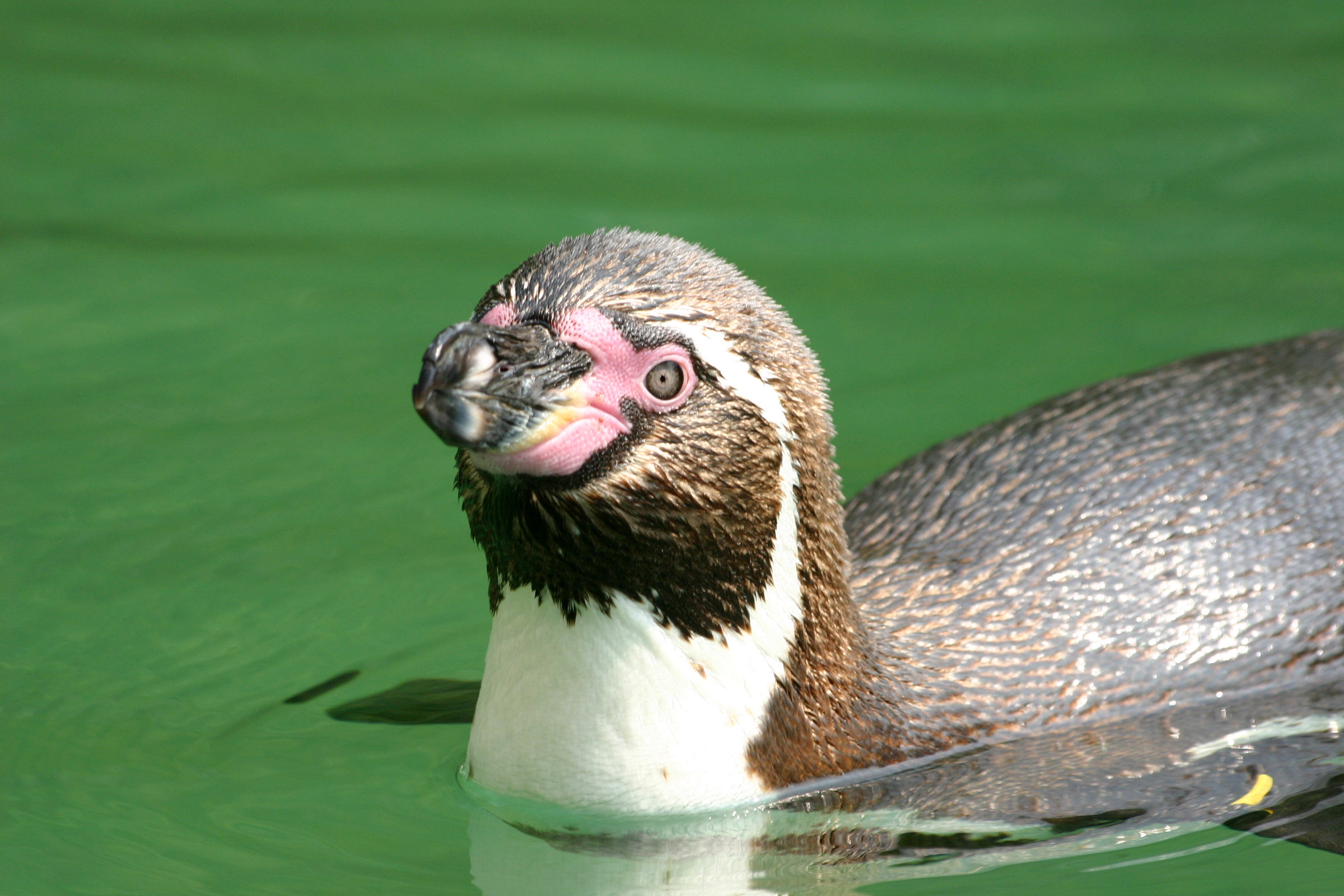
Detalle de un ejemplar cautivo, dentro del agua.